# رونالد دبليو. ديفيس
رونالد دبليو. ديفيس (بالإنجليزية: Ronald W. Davis)‏ هو عالم كيمياء حيوية وعالم وراثة أمريكي، ولد في 17 يوليو 1941.